# América Central sob domínio mexicano

Mapa do Primeiro Império Mexicano (1822-1823).

De janeiro de 1822 a julho de 1823, as cinco nações centro-americanas de Costa Rica, El Salvador, Guatemala, Honduras, e Nicarágua foram controladas pelo Primeiro Império Mexicano e, brevemente, pelo Poder Executivo Supremo. Coletivamente conhecidas como Capitania Geral da Guatemala (espanhol: Capitanía General de Guatemala; IPA: [kapitaˈnia ˈxeneɾal ðe ɣwateˈmala]), cada nação era uma das cinco províncias mais ao sul do Império Mexicano.

## História
Apenas dois meses após a assinatura do Ato de Independência da América Central em setembro de 1821, o regente do México Agustín de Iturbide, mais tarde imperador mexicano, fez um pedido formal ao governo centro-americano para aceitar a anexação ao Império Mexicano. Seu pedido foi aceito pela Junta Consultiva da Cidade da Guatemala em 5 de janeiro de 1822. Apesar da aceitação do governo baseado na Guatemala em favor da anexação, El Salvador, Costa Rica e partes da Nicarágua resistiram à anexação mexicana, forçando soldados mexicanos e guatemaltecos aliados para subjugar à força as regiões rebeldes da América Central.
Forças mexicanas e guatemaltecas aliadas sob o comando do Brigadeiro Vicente Filísola, que servia como capitão-geral das províncias centro-americanas, passaram pouco mais de um ano em campanha para anexar El Salvador à força, que terminou com uma vitória mexicana e a anexação de El Salvador em fevereiro 1823. Na Costa Rica, o governo declarou a independência do México em outubro de 1822, no entanto, um golpe dos monarquistas em março de 1823 levou à eclosão de uma guerra civil. A Batalha de Ochomogo depôs o governo monarquista e restabeleceu o governo secessionista. Enquanto isso, uma rebelião na Nicarágua liderada por José Anacleto Ordóñez tentou derrubar o atual governo da Nicarágua.
Antes que Filísola pudesse seguir para a Nicarágua e Costa Rica após sua vitória em El Salvador, Agustín I foi forçado a abdicar do trono imperial mexicano e ir para o exílio, e um governo provisório foi estabelecido após a abolição da monarquia. Como resultado, Filísola abandonou suas ordens para continuar a conquista da América Central e convocou um congresso de líderes políticos da América Central para determinar o futuro da América Central.
Em 1º de julho de 1823, o congresso centro-americano declarou a independência do México e estabeleceu as Províncias Unidas da América Central, mais tarde conhecidas como República Federal da América Central, que existiram até sua dissolução em 1841 após uma série de guerras civis. Nem toda a América Central escolheu se tornar independente, já que a região de Chiapas permaneceu como parte do México e agora é um dos 31 estados do país. Em seu "Programa de 25 pontos", a Frente Nacionalista do México (FNM), de extrema-direita, pediu a reincorporação da América Central ao México.